# Amàlia Elisabet de Hanau-Münzenberg
Amàlia Elisabet de Hanau-Münzenberg (en alemany Amalia Elisabeth von Hanau-Münzenberg) (Hanau, Alemanya, 29 de gener de 1602 - Kassel, 8 d'agost de 1651). Era la filla gran del comte Felip Lluís II de Hanau-Münzenberg (1576-1612) i de Caterina d'Orange-Nassau (1578-1648). Comtessa de Hanau-Münzenberg va esdevenir landgravina de Hessen-Kassel en casar-se amb Guillem V de Hessen-Kassel.
Els conflictes del seu home en la Guerra dels Trenta Anys van provocar que la família s'hagués d'exiliar del país. Després de la mort Guillem V el 1637 i de la derrota de Hessen-Kassel en la guerra, Amàlia Elisabet tornà a Kassel amb els seus fills. El fill gran Guillem VI, va ser nomenat el nou landgravi, però donat que encara no era major d'edat, va ser ella qui en va assumir la regència des del 1637 fins al 1650.
Amàlia va mantenir la política de col·laboració amb França i amb Suècia que havia portat el seu marit. Es va negar a reconèixer els acords de 1627, que estipulaven que el territori de l'extingit landgraviat de Hessen-Marburg havia de passar íntegrament a la branca de Hessen-Darmstadt. Així, va iniciar les hostilitats contra Hessen-Darmstadt i el 6 de març de 1645, el seu exèrcit va envair el nord de Hessen-Marburg, en un conflicte armat que va durar fins al 1648, conegut com la Guerra Hesseniana, en el marc de la Guerra dels Trenta Anys. L'exèrcit d'Amàlia Elisabet va aconseguir imposar-se al de Jordi II de Hessen-Darmstadt. Amb la Pau de Westfàlia, s'anul·laren els acords de 1627 i Hessen-Kassel aconseguí mantenir el domini del nord de Hessen-Marburg, que incluïa la ciutat de Marburg.
Amàlia Elisabet va rebre el suport econòmic del cardenal Richelieu per a mantenir el seu exèrcit de 20.000 homes. Així mateix, va lluitar per tal que es reconegués la igualtat del calvinisme amb el luteranisme i el catolicisme en els estats membres del Sacre Imperi Romanogermànic.

## Matrimoni i fills
El 1619 es va casar amb Guillem V de Hessen-Kassel (1602-1637), fill de Maurici I de Hessen-Kassel (1572-1632) i d'Agnès de Solms-Laubach (1578-1602). El matrimoni va tenir dotze fills:
- Agnès (1620-1626)
- Maurici (1621-1621)
- Elisabet (1623-1624)
- Guillem (1625-1626)
- Amàlia (1626-1693), casada amb Enric Carles de La Trémoille
- Carlota (1627-1686), casada amb el príncep elector Carles I Lluís del Palatinat.
- Guillem VI de Hessen-Kassel (1629-1663), landgravi de Hessen-Cassel, casat amb Hedwig Sofia de Brandenburg (1623-1683).
- Felip (1630-1638)
- Adolf (1631-1632)
- Carles (1633-1635)
- Elisabet (1634-1688)
- Lluïsa (1636-1638)